# Farnese
Farnese is een gemeente in de Italiaanse provincie Viterbo (regio Latium) en telt 1727 inwoners (31-12-2004). De oppervlakte bedraagt 52,9 km², de bevolkingsdichtheid is 28,84 inwoners per km².
Farnese is een typisch middeleeuws stadje dat op een tufsteenachtige klif staat ten westen van het meer van Bolsena op de grens met Toscane, niet ver van de Tyrreense kust, op 343 meter boven zeeniveau. Dominant in het stadje was vanaf de 12 eeuw de familie Farnese, genoemd naar Farneto, oude eik. Vanaf 1500 ging Farnese een prominente plaats innemen te midden van andere steden in de streek. De familie kreeg een steeds belangrijker rol in het civiele en kerkelijk leven in de wijde regio.

## Demografie
Farnese telt ongeveer 764 huishoudens. Het aantal inwoners daalde in de periode 1991-2001 met 5,6% volgens cijfers uit de tienjaarlijkse volkstellingen van ISTAT.
| Jaar | Inwoneraantal |
| ---- | ------------- |
| 1991 | 1832          |
| 2001 | 1729          |

## Geografie
De gemeente ligt op ongeveer 341 m boven zeeniveau.
Farnese grenst aan de volgende gemeenten: Ischia di Castro, Pitigliano (GR), Valentano.

## Geboren
- Victor Brecheret (1894-1955), Braziliaanse beeldhouwer

Acquapendente · Arlena di Castro · Bagnoregio · Barbarano Romano · Bassano Romano · Bassano in Teverina · Blera · Bolsena · Bomarzo · Calcata · Canepina · Canino · Capodimonte · Capranica · Caprarola · Carbognano · Castel Sant'Elia · Castiglione in Teverina · Celleno · Cellere · Civita Castellana · Civitella d'Agliano · Corchiano · Fabrica di Roma · Faleria · Farnese · Gallese · Gradoli · Graffignano · Grotte di Castro · Ischia di Castro · Latera · Lubriano · Marta · Montalto di Castro · Monte Romano · Montefiascone · Monterosi · Nepi · Onano · Oriolo Romano · Orte · Piansano · Proceno · Ronciglione · San Lorenzo Nuovo · Soriano nel Cimino · Sutri · Tarquinia · Tessennano · Tuscania · Valentano · Vallerano · Vasanello · Vejano · Vetralla · Vignanello · Villa San Giovanni in Tuscia · Viterbo · Vitorchiano
1. ↑  https://demo.istat.it/?l=it.